# Peter Marc Jacobson
Peter Marc Jacobson (ur. 27 października 1957 w Nowym Jorku) − amerykański aktor, reżyser, scenarzysta i producent telewizyjny. Znany z produkcji popularnych sitcomów, m.in. Pomocy domowej i Szczęśliwi rozwodnicy.

## Życiorys
Urodził się w Flushing, w Queens w Nowym Jorku w rodzinie żydowskiej. Uczęszczał do Hillcrest High School w Jamaica, w Queens, gdzie poznał swoją przyszłą żonę Fran Drescher. Pobrali się 4 listopada 1978, kiedy oboje mieli 21 lat. Przenieśli się do Los Angeles, aby rozpocząć karierę. W styczniu 1985 dwaj uzbrojeni złodzieje włamali się do ich domu w Los Angeles, gdzie zostali zaatakowani. Jacobson obezwładniony przez grupę bandytów bronią palną, zmuszony był oglądać gwałt żony. Przestępcy okradli dom z kosztowności, ale darowali życie obecnym podczas napadu domownikom. Po 21-letnim małżeństwie, po tym, jak Jacobson dokonał coming outu jako gej, Jacobson i Drescher rozwiedli się 15 grudnia 1999.

## Filmografia

### Producent
- What I Like About You (2004–2006)
- Pomoc domowa (1993–1999)
- Szczęśliwi rozwodnicy (od 2011)

### Scenarzysta
- What I Like About You (2004–2006)
- Pomoc domowa (1993–1999)
- Who’s the Boss? (1984)

### Obsada aktorska
- Dynastia (1984–1985) jako Stewart
- Dynastia Colbych (1987)
- Murphy Brown (1990)
- Booker (1990)
- Matlock (1990–1993) jako Wayne Drummond / osobisty trener Harry Slade
- Babes (1991) jako Ed
- Beverly Hills, 90210 (1991) jako Neil
- Pomoc domowa (1994–1999) jako kelner / Romeo Aktor
- Szczęśliwi rozwodnicy (2011)

### Reżyser
- The Nanny Reunion: A Nosh to Remember (2004)